# Pluggable Authentication Modules
Pluggable Authentication Modules (PAM) es un mecanismo de autenticación flexible que permite abstraer las aplicaciones y otro software del proceso de identificación.
A la hora de identificar a un usuario para ingresar en su cuenta, hay muchos sistemas: desde la clásica contraseña hasta diversos sistemas de identificación biométrica o claves de un solo uso.
Muchos sistemas necesitan identificar a los usuarios (servidores de correo electrónico, web, bases de datos y otros). Antiguamente, el sistema debía modificarse para usar cada sistema de identificación. Sin embargo, al igual que un programa de retoque fotográfico no necesita ser compilado para cada tableta gráfica (TG), escáner ni ningún otro dispositivo, ya que se usa un modo estándar para usar una tableta gráfica (TG) u otro dispositivo apuntador, se usa un módulo que permite manejar el dispositivo (Controlador de dispositivo).
Cuando una aplicación se prepara para usar PAM, esta se encarga de la autenticación y puede usar diversos métodos (contraseña, token, biometría y otros) sin modificar la aplicación. Además, incluye otras opciones como restringir el acceso a horarios preestablecidos.